# Air Force Two
Air Force Two (букв. англ. Военно-воздушные силы Два, вольный перевод — «Борт номер два») — позывной любого самолёта ВВС США, на борту которого находится вице-президент США (по аналогии с позывным Air Force One для самолёта с президентом США на борту). Чаще всего в качестве «борта номер два» используются Boeing C-32 (военная модификация модели Boeing 757) и Gulfstream V (вариант C-37B). В разные годы эту роль исполняли состоявшие на вооружении 89-го воздушно-транспортного крыла модели Boeing C-40 Clipper, C-20B, C-37A и C-37B и даже модель Boeing VC-25A — традиционный «борт номер один».

## История
Традиция использования президентом и вице-президентом США разных единиц транспорта для прибытия в пункт назначения восходит ко временам путешествия на поездах. Когда обоим надо было прибыть в один город, они садились на разные поезда и добирались туда разными маршрутами: в случае катастрофы с поездом президента и гибели последнего вице-президент, становившийся главой государства в таком случае, гарантированно оставался бы цел и невредим. Согласно действующим законодательным положениям Федерального управления гражданской авиации США, любой летательный аппарат, на борту которого находится вице-президент США как самое высокое по статусу лицо среди присутствующих, использует один из следующих позывных — Air Force Two (ВВС США), Army Two (Армия США), Marine Two (Корпус морской пехоты США), Executive Two (гражданская авиация) и Executive Two Foxtrot (если на борту находится кто-то из членов семьи вице-президента). Эти позывные приводятся по аналогии с президентскими позывными Air Force One, Army One, Marine One, Executive One и Executive One Foxtrot.

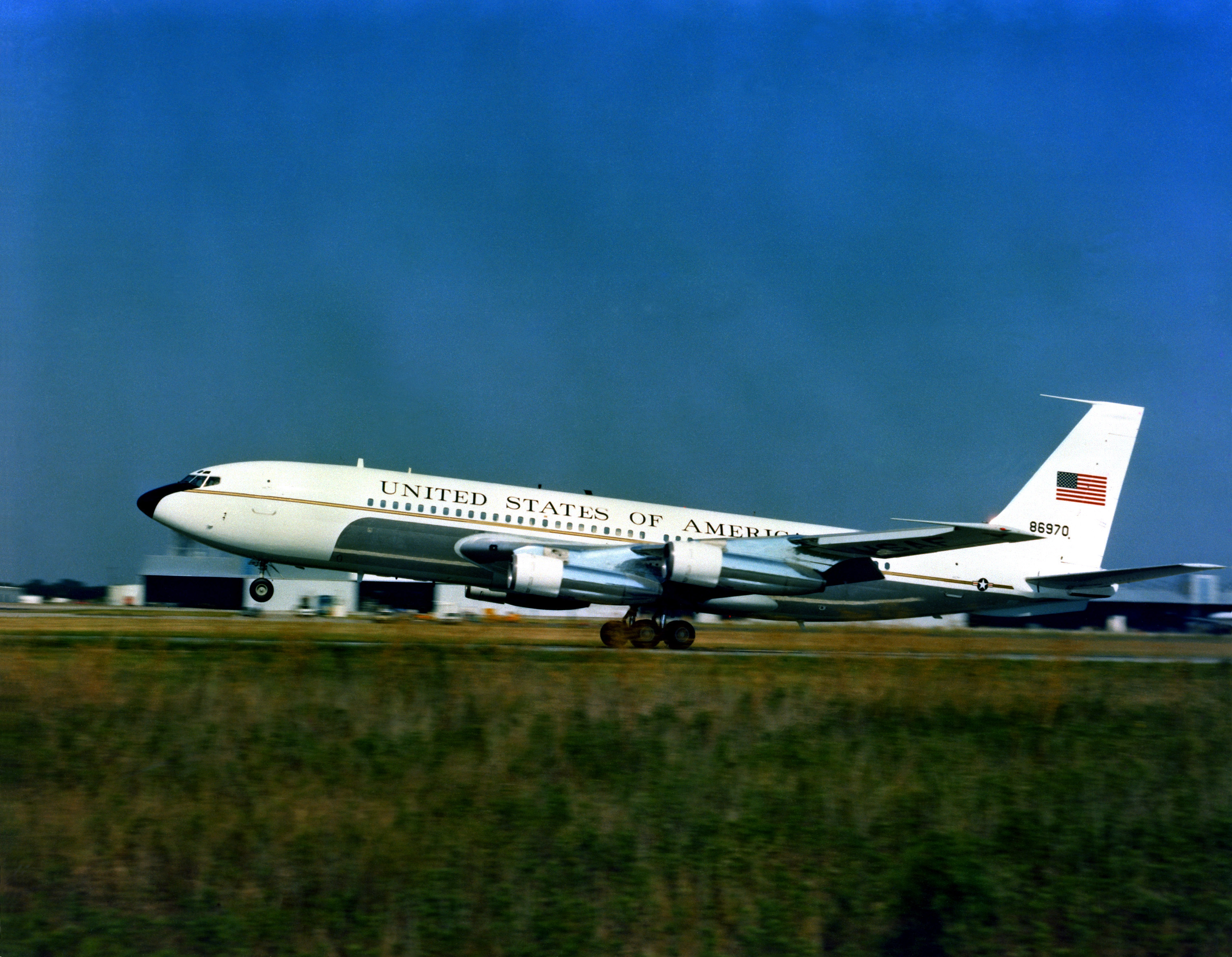
Boeing VC-137B Stratoliner в 1982 году

По инициативе президента Дуайта Эйзенхауэра была разработана военная модификация самолёта Lockheed VC-121 Constellation, выпущенная в трёх экземплярах под названиями Columbine I, Columbine II и Columbine III — она могла перевозить как президента, так и вице-президента. Именно этот самолёт стал первым в истории, который мог использовать позывные Air Force One («борт номер один») при перевозке президента и Air Force Two («борт номер два») при перевозке вице-президента. В дальнейшем модель VC-121 была вытеснена новой моделью Boeing C-137 Stratoliner — модификацией Boeing 737. Одним из первых высокопоставленных политиков, совершивших официальный зарубежный визит на этом реактивном лайнере, был Ричард Никсон, занимавший пост вице-президента при Эйзенхауэре. В июле 1959 года Никсон прибыл в СССР на борту Boeing C-137 Stratoliner для участия в «кухонных дебатах» с Никитой Хрущёвым.
В тех случаях, когда аэропорт не мог принять VC-137 (например, в случае ближних рейсов), вице-президент мог лететь на Douglas VC-9 (военная версия Douglas DC-9). В то же время достаточно часто вице-президент и иные высокопоставленные лица, совершая перелёты внутри страны, предпочитали винтовой Convair VC-131 Samaritan. В 1974 году пост вице-президента при Джеральде Форде занял году Нельсон Рокфеллер, который предпочитал летать на личном Grumman Gulfstream II, который был намного быстрее Convair, а в качестве позывного он использовал «Executive Two» (по аналогии с «Executive One» — традиционным позывным гражданского самолёта, на борту которого находится Президент США). В дополнение к трём VC-137, также использовавшимся высокопоставленными государственными лицами для международных перелётов, в 1975 году 89-е воздушно-транспортное крыло получило три экземпляра McDonnell Douglas VC-9C.
Принято считать, что первым из вице-президентов США, который стал использовать для перелётов «борт номер два» в современной форме, был Уолтер Мондейл, занимавший пост вице-президента при Джимми Картере. Начиная с Мондейла, все последующие вице-президенты использовали именно «борт номер два». В разные годы в роли этого самолёта использовались Boeing C-40 Clipper, C-20B, Gulfstream V (он же C-37A) и Gulfstream G550 (он же C-37B). Среди других моделей выделяются бывший президентский Douglas VC-54 Skymaster — им летал не только президент Франклин Делано Рузвельт, но и Гарри Трумэн как вице-президент при Рузвельте и уже затем как избранный президент США. После того, как была представлена новая вице-президентская модель Douglas VC-118A, модель Douglas VC-54 Skymaster была переведена в резерв. Модель Boeing C-40 несколько раз использовалась Майком Пенсом во время президентства Дональда Трампа в качестве «борта номер два».
Самолёты, ранее использовавшиеся вице-президентами и высокопоставленными лицами, переводятся в резервные части ВВС США, уходят с аукционов или передаются в музеи. Так, в Делавэре в Музее аэромобильного командования одним из экспонатов является McDonnell Douglas VC-9C — первый самолёт со спецсвязью, который использовался в разные годы Уолтером Мондейлом, Джорджем Бушем-старшим, Дэном Куэйлом и Диком Чейни. Этот образец был выведен из эксплуатации в 2005 году. Имели место случаи, когда роль «борта номер два» передавалась временно самолёту Boeing VC-25 — традиционному Air Force One. В частности, этим самолётом воспользовался в 2002 году вице-президент Дик Чейни, который прибыл «президентским» бортом 29 сентября в Лондон, начав своё 10-дневное турне по Европе и Ближнему Востоку.
Вопрос о замене устаревавших Boeing C-32 поднимал и Дональд Трамп. В 2017 году ВВС США обращались в Конгресс с просьбой выделить 6 миллионов долларов для замены имевшихся образцов C-32A, предельный срок службы которых должен был закончиться в 2023 году. В 2020 году издание International Aviation HQ называло следующие варианты на замену C-32A: Boeing C-40, военная модификация Boeing 737; военный вариант Boeing 767, схожий с заправщиком Boeing KC-767; военные варианты Boeing 777 и Boeing 787, а также модель C-37B как один из вариантов Gulfstream V. 28 мая 2021 года в Конгресс поступила бюджетная заявка от ВВС США, в которой уже не фигурировали расходы на замену «бортов номер два» — новый начальник Аэромобильного командования ВВС США генерал Жаклин ван Овост на пресс-конференции от 24 февраля 2021 года высоко оценила имевшиеся в распоряжении Boeing C-32A и заявила, что работы по улучшению этих машин будут продолжаться и в дальнейшем, чтобы ими могли пользоваться вице-президент и другие высокопоставленные лица.

## Характеристики самолёта

### Внешний вид

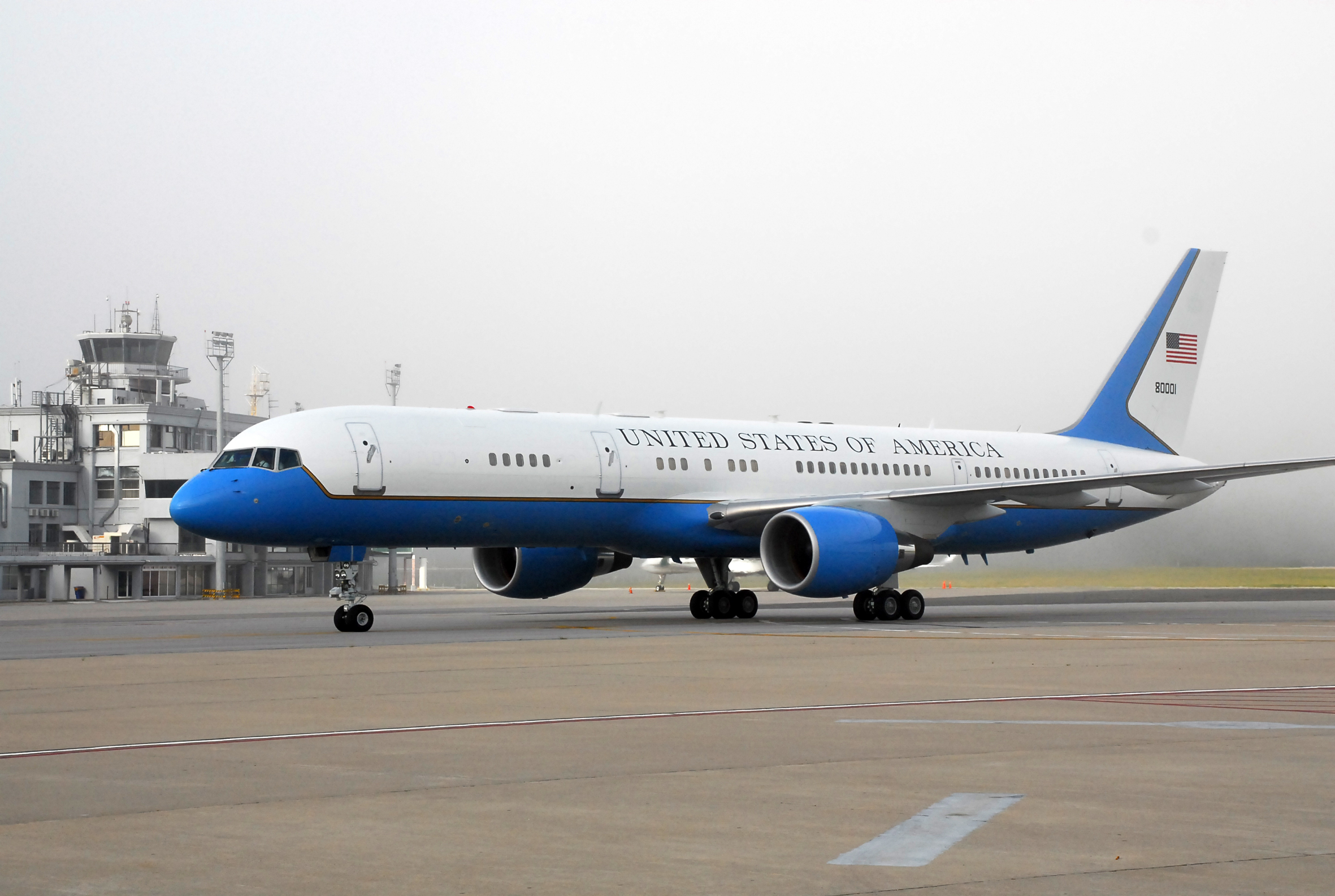
Boeing C-32 в уругвайском аэропорту Карраско, 2010 год

«Борт номер два» осуществляет перелёты в составе Особой воздушной миссии, находящейся под управлением 89-го воздушно-транспортного крыла. Внешне от самолёта Air Force One с фирменной ливреей Раймонда Лоуи он отличается тем, что его верх кабины не выкрашен в   синевато-стальной цвет; отсутствуют полосы на крыльях и читлайн того же цвета.
Ранее использовавшиеся Президентом США самолёты, переоборудованные для использования иными высокопоставленными лицами, перекрашивались во вторичную ливрею. Различия очевидны на примерах ливрей самолётов VC-137C SAM 26000 и VC-137C SAM 27000, ранее использовавшихся в качестве «борта номер один». Оба самолёта после переоборудования были перекрашены, но экземпляр SAM 27000, ставший экспонатом при Президентской библиотеке Рональда Рейгана, был по этому поводу обратно перекрашен в президентскую ливрею.

### Технические характеристики
В качестве Air Force Two обычно используется Boeing C-32, представляющий собой военную модификацию гражданского лайнера Boeing 757-200. Подобные самолёты обычно используются для доставки не только вице-президента США (в его присутствии самолёту присваивается позывной Air Force Two), но и Первой леди США и членов Федерального правительства и Конгресса США. Самолёт Boeing C-32, используемый в настоящее время в качестве Air Force Two, пришёл на замену самолёту Boeing C-137 Stratoliner, по сравнению с которым обладает вдвое большей дальностью перелёта.
Существуют два варианта этой модели — C-32A и C-32B. Обычно для перелётов используется модификация C-32A, но в качестве альтернативного «борта номер два» может использоваться Gulfstream V, а именно его модификация C-37B. Официально на вооружении состоят четыре самолёта типа Boeing C-32A и пять самолётов типа C-37B, используемых в качестве Air Force Two. Эти модели обладают следующими техническими характеристиками:
| Характеристика                  | C-32A           | C-37B            |
| ------------------------------- | --------------- | ---------------- |
| Длина, м                        | 47,32           | 29,4             |
| Размах крыльев, м               | 38              | 28,5             |
| Высота, м                       | 13,56           | 7,9              |
| Экипаж, чел.                    | 16              | 2—4              |
| Пассажиры, чел.                 | 45              | 14—19            |
| Максимальная скорость, км/ч     | 974 (0,86 Маха) | 1050 (0,85 Маха) |
| Дальность полёта, км            | 10 640          | 12 500           |
| Практический потолок, м         | 14 000          | 16 000           |
| Максимальная взлётная масса, кг | 116 120         | 41 277           |

### Оборудование и обслуживание
Самолёт Boeing C-32 разделён на четыре секции. В передней секции расположены центр связи, кухня и умывальник; там же находятся 10 мест бизнес-класса. Во второй находятся раздевалка, туалет, система развлечений, два места первого класса и трёхместный раскладной диван-кровать. Помещение с диваном может использоваться в качестве спальни для вице-президента или для Первой леди США. В третьей секции находятся ещё восемь мест бизнес-класса, конференц-зал и помещения для экипажа. В задней части самолёта находятся места бизнес-класса для остальных пассажиров, которые так же, как и пассажиры первых секций, могут пользоваться туалетом, умывальником и кухней. Среди снаряжения на борту присутствуют современные телефоны, средства спутниковой связи, телевизионные экраны, факсы и копировальные машины. За свою оснащённость модель Boeing C-32 получила прозвище «летающий офис» (англ. flying office). В то же время «борт номер два» уступает «борту номер один» по качеству связи, медицинскому оборудованию и безопасности в целом.
По оценке Агентства анализа затрат ВВС США, приводимой The Indianapolis Star, в 2016 году час обслуживания борта Boeing C-32A обходился в 32 тысячи долларов США — большую часть этих расходов составляют расходы на заправку топливом. Если вице-президент отправляется куда-либо с официальным визитом, его партия обязана компенсировать правительству все расходы на обслуживание самолёта в соответствии с положениями законодательства. Помощники вице-президента также должны оплачивать подаваемый на борту обед. Вопрос об уровне расходов поднимал ещё Барак Обама в конце своего второго президентского срока.
В 2023 году издание Politico опубликовало интервью двух бывших помощников Камалы Харрис, которые подвергли разгромной критике подаваемые на борту Air Force Two обеды. С их слов, пассажирам на завтрак предлагали обычно буррито с яйцами и шпинатом, а на обед — холодные салаты с макаронами, расфасованные чипсы и сырые холодные сэндвичи, причём всё это подавалось в коричневых пакетах. В связи с этим многие сотрудники, которым предстояло лететь с вице-президентом, предпочитали приносить еду с собой. На «борту номер два» запрещён алкоголь: считается, что этот запрет вступил в силу при Майке Пенсе и не был отменён в дальнейшем.

## Инциденты

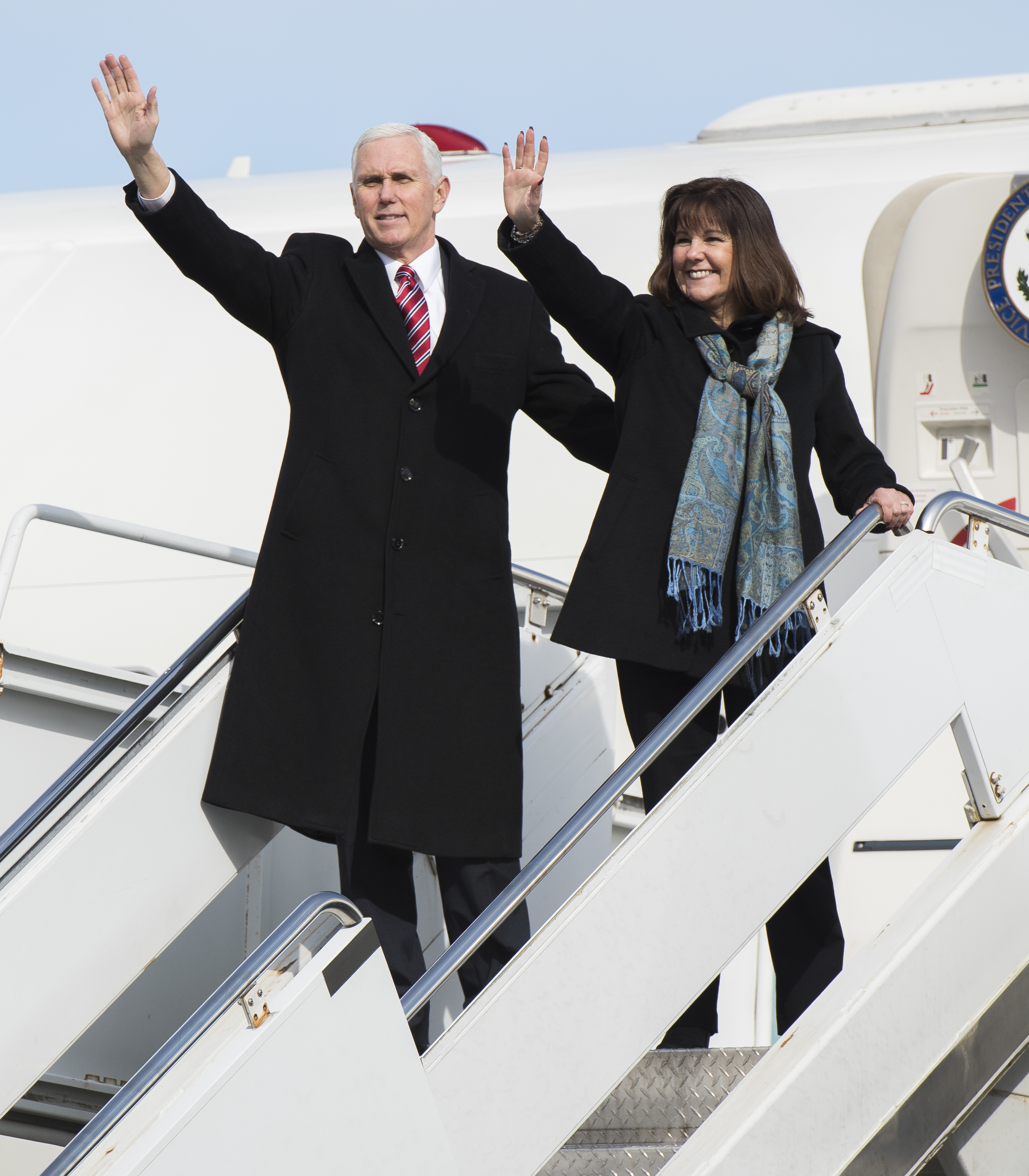
Майк Пенс на авиабазе Йокота в 2018 году

В 2012 году «борт номер два», которым тогдашний вице-президент Джо Байден летел в Калифорнию для участия в предвыборных мероприятиях, столкнулся с птицами недалеко от аэропорта Санта-Барбара. Хотя рейс благополучно приземлился, из соображений безопасности Байден решил лететь из Санта-Барбары на другом самолёте — Gulfstream III. В течение 2014 года несколько раз ломался самолёт, которым летал Джон Керри, а в 2017 году борт с Рексом Тиллерсоном вынужден был совершить незапланированную посадку в Токио из-за возникших технических неполадок. В 2020 году во время взлёта «борта номер два» в его двигатель попала птица, в связи с чем самолёт с Майком Пенсом на борту вынужден был совершить экстренную посадку в аэропорту Нью-Хэмпшира.
В 2021 году имел место случай, когда самолёт с Камалой Харрис, вылетевший с авиабазы Эндрюс в штате Мэриленд и направлявшийся в Гватемалу, вынужден был вернуться на базу из-за обнаруженных неполадок, а Харрис примерно через полтора часа отправилась в Гватемалу другим рейсом. В 2023 году из-за возникших технических неполадок с «бортом номер два» Харрис, которая возвращалась с Мюнхенской конференции по безопасности, решила лететь военным бортом C-17 Globemaster. 9 января 2024 года «борт номер два» с Харрис на борту, вылетевший из Атланты и намеревавшийся сесть на авиабазе Эндрюс, вынужден был совершить экстренную посадку в Вашингтонском аэропорту имени Даллеса из-за сдвига ветра.